# Joseph Anton Böhm
Pour les articles homonymes, voir Böhm.
Joseph Anton Böhm est un botaniste autrichien, né le 13 mars 1831 à Groß Gerungs et mort le 2 décembre 1893 à Vienne.

## Biographie
Il étudie auprès d’Eduard Fenzl (1808-1879) et de Franz Unger (1800-1870) à Vienne. Il enseigne d’abord à l’école de commerce de la ville puis la botanique à partir de 1869. Il découvre la circulation de l’eau dans les cellules végétales.